# Laïssa Ana
Laïssa Ana, yole de Bantry connue localement sous le nom de « Yole de Villefranche », est basée à la darse de Villefranche-sur-Mer, près de Nice (Alpes-Maritimes).
C'est une embarcation voile-aviron gréée de trois voiles au tiers ou bordant dix avirons. Cette yole de Bantry est la reproduction d'un bateau historique qui a participé à la malheureuse expédition d'Irlande en 1796.

## Réplique d’une embarcation de la marine française de 1796
Comme toutes les « yoles de Bantry », Laïssa Ana est la réplique historique fidèle d'un bateau du XVIIIe siècle : La yole d'origine est conservée au Musée national d'Irlande. Mise à l’eau par la frégate française La Résolue, prise dans une tempête en baie de Bantry lors d’une expédition en Irlande en 1796, la yole a été capturée par des Irlandais pro-britanniques. Elle a été parfaitement entretenue de génération en génération jusqu'à notre époque. Cette embarcation de prestige est le plus vieux bateau français subsistant, !

## Des yoles pendant quatre siècles à Villefranche

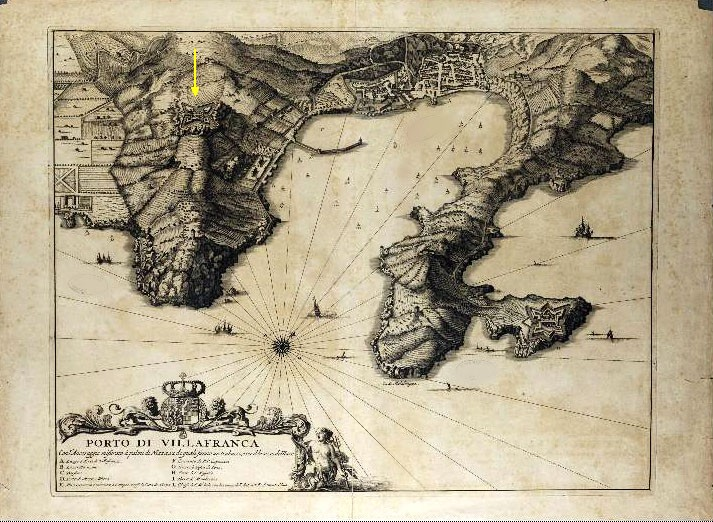
Rade de Villefranche au XVIIIe siècle.

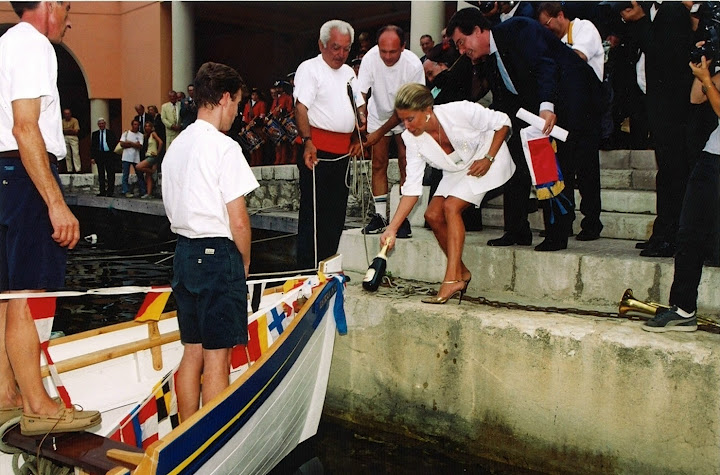
Baptême de la yole le 1er juillet 2000

La yole Laïssa Ana est parfaitement à sa place à Villefranche-sur-Mer : Depuis le XVIe siècle jusqu'au début du XXe siècle des embarcations de ce type ont sans cesse sillonné la rade de Villefranche, importante base maritime militaire de Méditerranée.
Le port d'attache de la yole, la darse de Villefranche-sur-Mer, est l'ancien arsenal du duché de Savoie (devenu royaume de Piémont-Sardaigne), dont subsistent les bâtiments du XVIIIe siècle.

## Construction et lancement

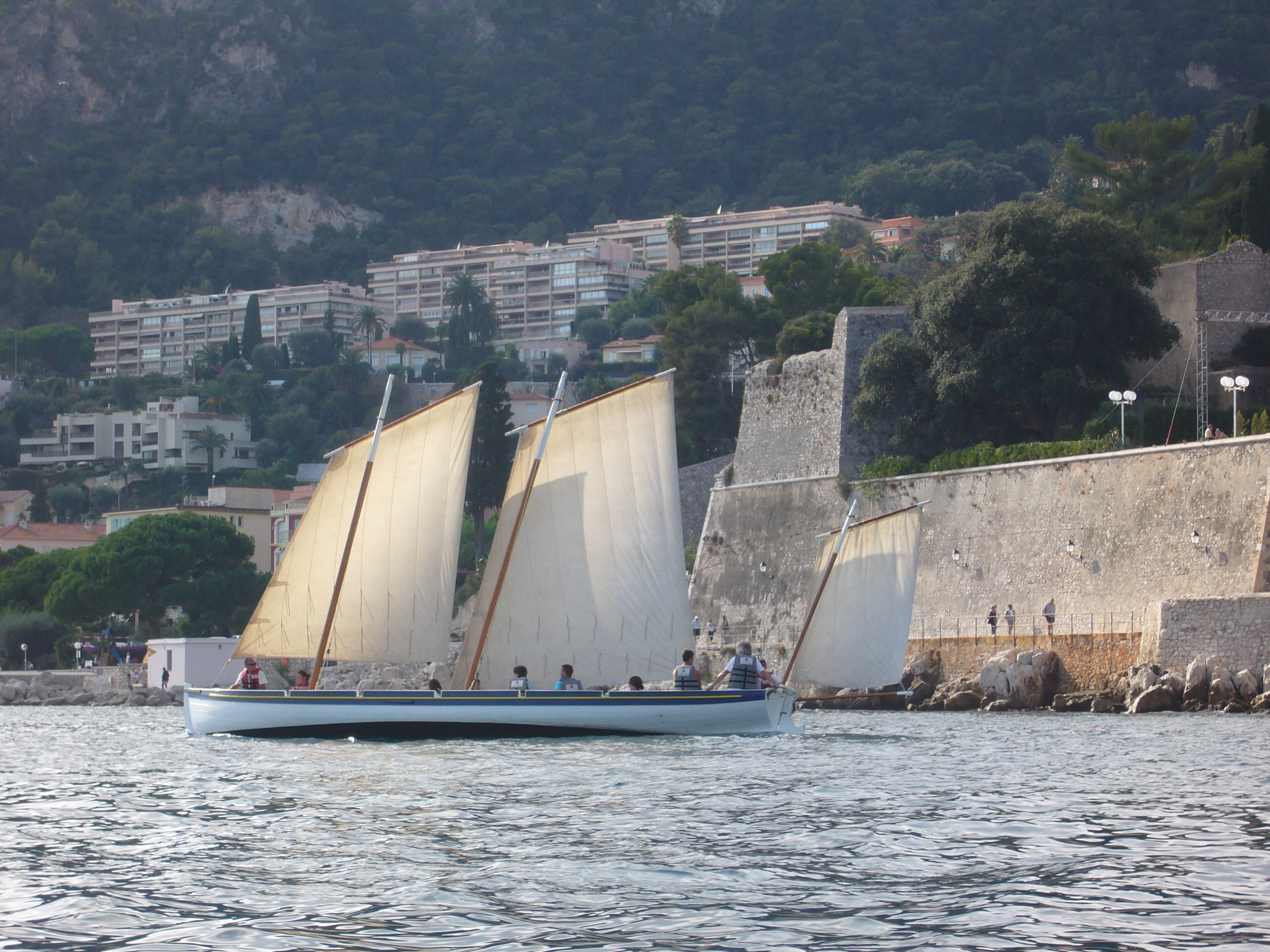
Sous voile devant la citadelle de Villefranche

La yole Laïssa Ana a été construite à la darse de Villefranche-sur-Mer par des membres de son futur équipage encadrés par le charpentier de marine Franck Pilate, à partir d'un relevé de la yole originale de 1796 et selon un cahier des charges rigoureux établi par la revue maritime Chasse-marée. La yole de Bantry Laïssa Ana a reçu, à « Brest 2000 », un prix national pour la qualité de sa construction.
La darse de Villefranche-sur-Mer étant l'ancien arsenal du royaume de Piémont-Sardaigne (Maison de Savoie), Laïssa Ana a été baptisée le 1er juillet 2000 par la princesse Marina de Savoie lors d'une somptueuse cérémonie coprésidée par le préfet des Alpes-Maritimes et Victor-Emmanuel de Savoie, le fils d'Humbert II, dernier roi d'Italie.

## Un bateau performant à la voile et à l’aviron

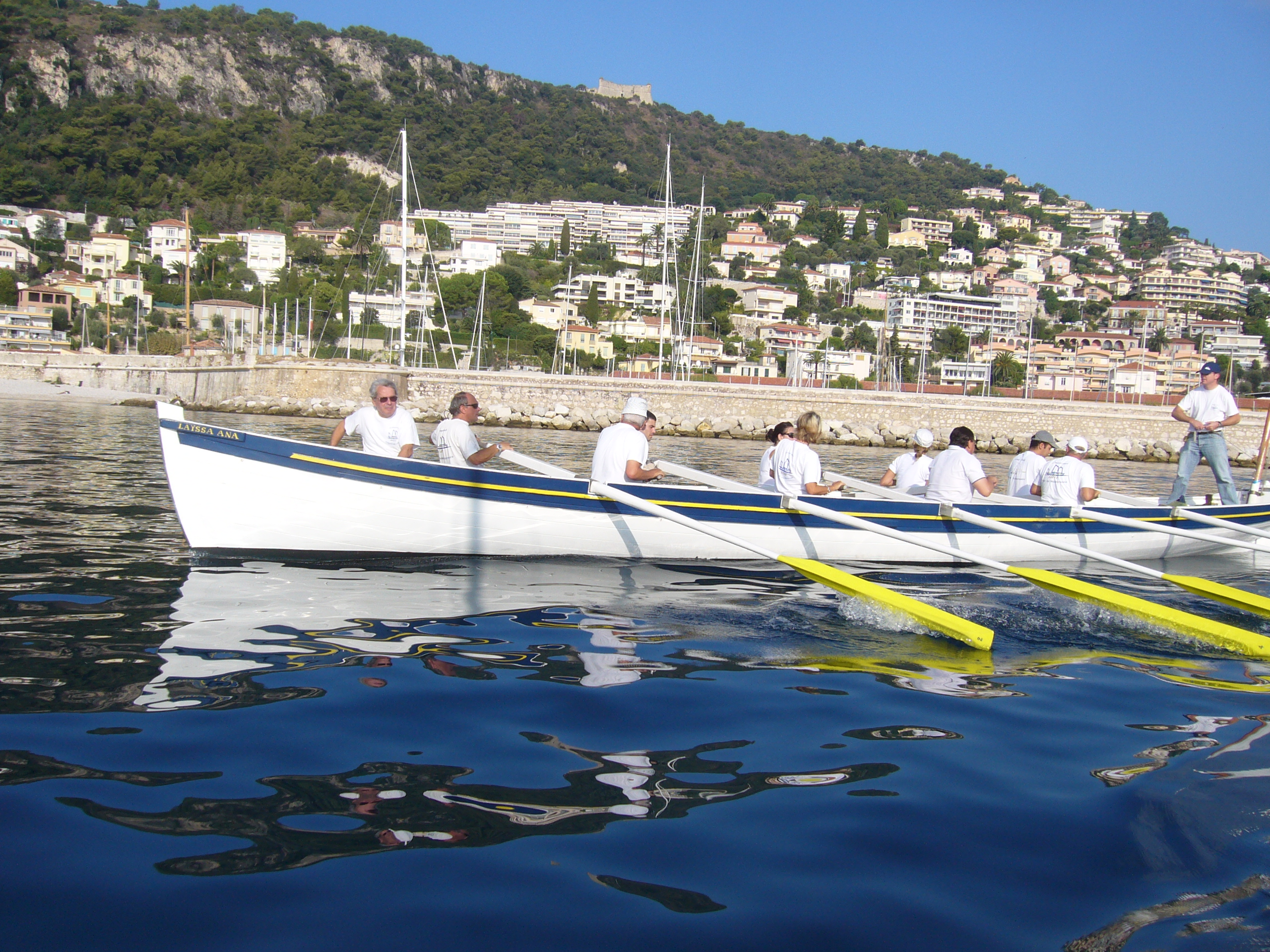
À l'aviron

Cette fine embarcation, réplique d’une chaloupe d’état-major du XVIIIe siècle, est à la fois une élégante et prestigieuse embarcation, un instrument d’initiation idéal permettant une découverte en douceur de la mer et de la navigation, et un excellent bateau de compétition. 
La yole permet une navigation en bordant en pointe dix grands avirons ou en hissant sur des mâts amovibles trois voiles au tiers : misaine à l'avant, taillevent au centre et tape-cul derrière la barre.
Il existe déjà quatre-vingt yoles identiques dans le monde, du Canada à l'Indonésie, lancées surtout à l'occasion de l'« Atlantic Challenge » ou, comme Laïssa Ana, du « Défi Jeunes Marins 2000 » lors des Fêtes maritimes de Brest.
La yole Laïssa Ana participe aux manifestations nautiques locales, comme le Combat Naval Fleuri, et représente Villefranche-sur-Mer lors de rencontres de bateaux traditionnels et de compétitions entre yoles.

## Expéditions lointaines
La yole navigue principalement dans la rade de Villefranche et sur la Côte d'Azur mais elle se déplace parfois très loin : Semaine du Golfe du Morbihan, rencontres de yoles à Gênes, navigation de deux semaines sur le lac Léman, Vogalonga de Venise, Fêtes maritimes de Brest, Escale à Sète, régates internationales de yoles de Marseille et Toulon, etc.
De 2007 à 2012, Laïssa Ana a participé, avec d'autres bateaux de mer Méditerranée, aux rassemblements de la CaraMed.

## Événements marquants

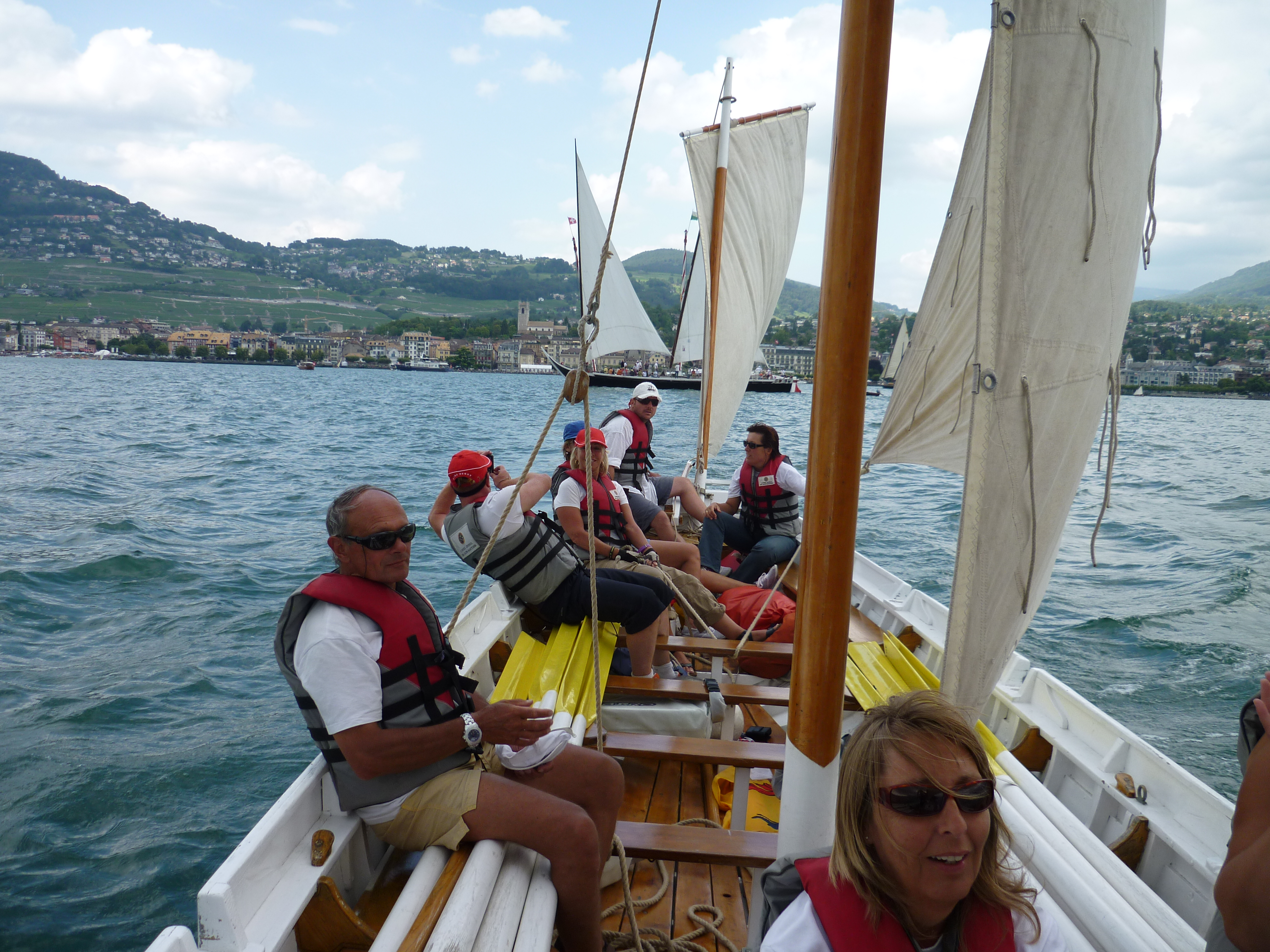
La Yole à Vevey (Suisse) sur le lac Léman, naviguant avec les grandes barques du Léman en 2011.

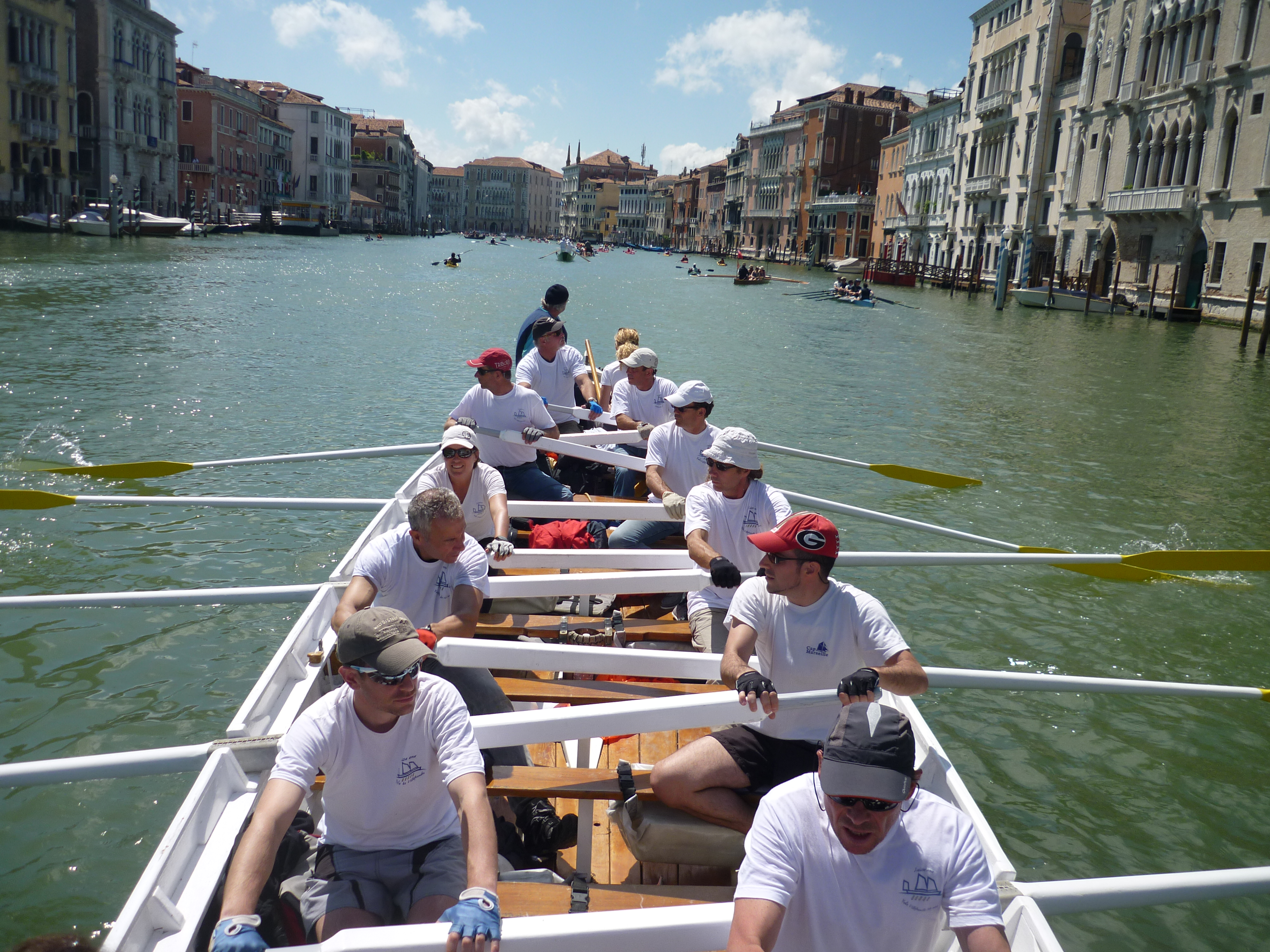
La yole à la Vogalonga de Venise en 2013

Au fil des ans, la Yole de Villefranche était présente à :
- 2000 : Fêtes maritimes de Brest ;
- 2001 : Lancement de la galère "Liberté" à Morges, Suisse  ;
- 2002 : "Vogalonga" de Venise  ;
- 2003 : Rencontre de yoles de Gènes et "Vogalonga" de Venise  ;
- 2004 : "Défi Jeunes Marins" de Toulon  ;
- 2005 : "Rencontres des Yoles de Méditerranée", Villefranche-sur-Mer  ;
- 2006 : "Voiles Latines", Saint-Tropez  ;
- 2007 : "Semaine du Golfe" du Morbihan  ;
- 2008 : Tour du Cap d’Antibes  ;
- 2009 : "Voiles d’en Haut", lac de Serre-Ponçon ;
- 2010 : Reconstitution de l’arrivée de Napoléon III, Villefranche-sur-Mer  ;
- 2011 : Deux semaines de navigation sur le Lac Léman  ;
- 2012 : "Trophée Pasqui", Villefranche-sur-Mer  ;
- 2013 : "Vogalonga" de Venise ;
- 2014 : Rencontres Nautiques de Menton ;
- 2015/2016 : Week-ends aux îles de Lérins ;
- 2017 : "Voiles d’en Haut", lac de Serre-Ponçon ;
- 2018 : "L'Hermione" à Toulon et "Vogalonga" de Venise ;
- 2019 : "Voiles d’en Haut", lac de Serre-Ponçon ;
- 2021 : "Voiles d’en Haut", lac de Serre-Ponçon ;
- 2022 : "Escale à Sète" ;
- 2023 : "Semaine du Golfe" du Morbihan.

## Gestion associative

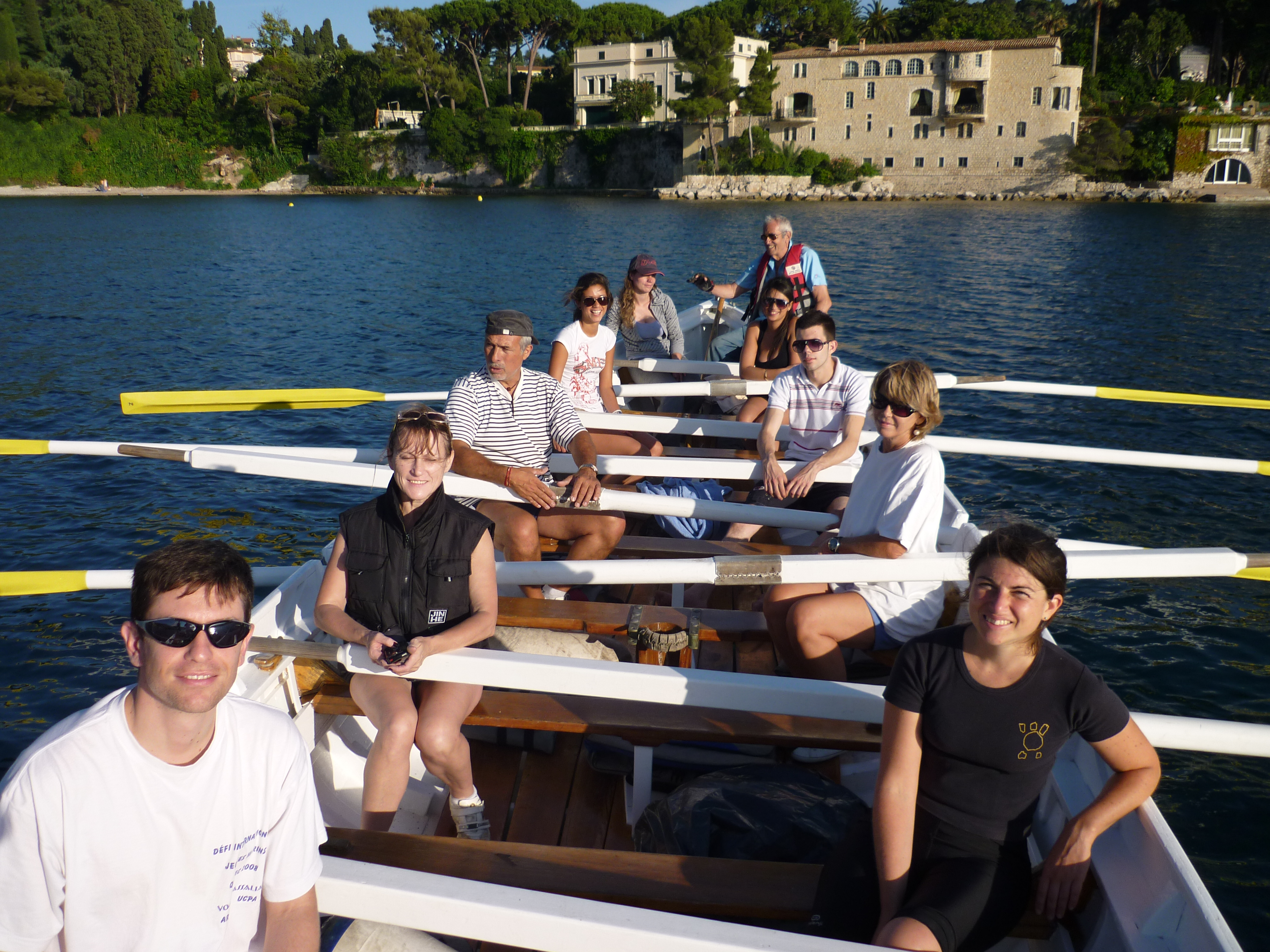
À bord de la yole

La yole est gérée par une association loi de 1901 formée de ses équipiers : l’association « une Yole pour Villefranche », créée en 1998 au début de la construction de la yole.
Ainsi Laïssa Ana est la propriété de son équipage qui l’utilise toute l'année, gère ses déplacements et l’entretient en effectuant lui-même le carénage chaque année.
L'association est adhérente de la Fédération Voile Aviron.
En juin 2016 l’association « une Yole pour Villefranche » a été reconnue « Association d'intérêt général ».

## Bateau d'intérêt patrimonial

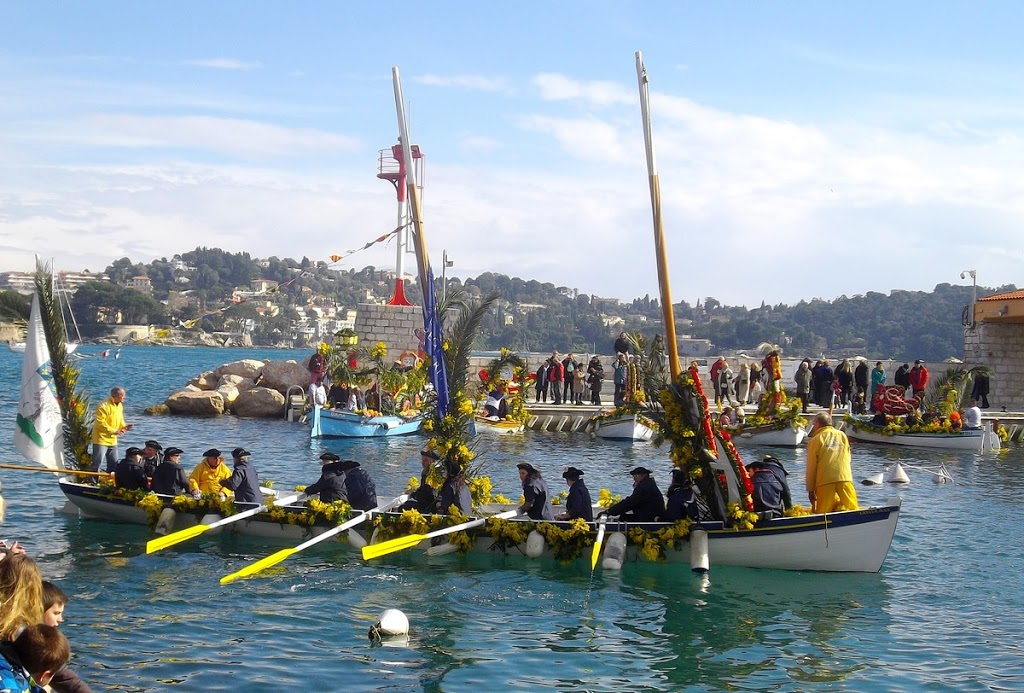
La yole au Combat Naval Fleuri

Depuis 2008, Laïssa Ana bénéficie du label national de « Bateau d'intérêt patrimonial » (B.I.P.), attribué par l'Association patrimoine maritime et fluvial. La certification a été prolongée pour cinq ans en 2013 et 2018.
La labellisation B.I.P. a permis à la yole de bénéficier d'une souscription de la Fondation du patrimoine pour une importante restauration en 2016.

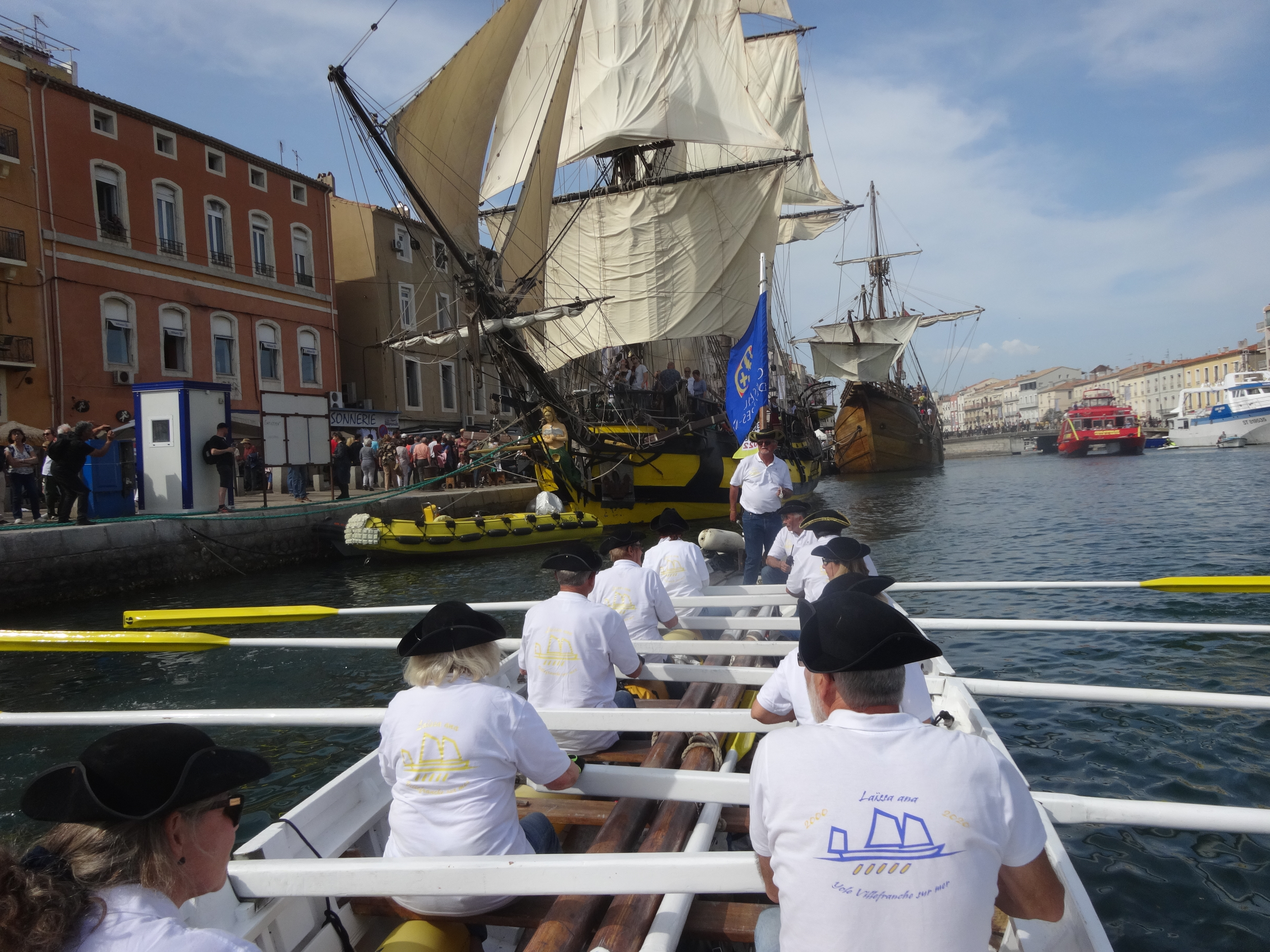
La yole de Villefranche à Escale à Sète 2022.

### Site du bateau
- Site de la yole Laïssa Ana